# Gare de Trappes
Gare de Trappes vasútállomás Franciaországban, Trappes településen.

## Vasútvonalak
Az állomást az alábbi vasútvonalak érintik:
- Párizs–Brest-vasútvonal

## Kapcsolódó állomások
A vasútállomáshoz az alábbi állomások vannak a legközelebb:
- Gare de La Verrière (Gare de La Verrière, Párizs–Brest-vasútvonal, Transilien N, Transilien U)
- Gare de Saint-Quentin-en-Yvelines - Montigny-le-Bretonneux (Paris Gare Montparnasse, Párizs–Brest-vasútvonal, Transilien N)
- Gare de Saint-Quentin-en-Yvelines - Montigny-le-Bretonneux (Gare de la Défense, Transilien U)